# 레이첼 헤이워드
레이철 헤이워드(Rachel Hayward, 1968년 ~ )는 캐나다의 배우이다.
토론토에서 태어났다.

## 출연 작품
- 원더 (2017년) - 미란다의 엄마 역
- 쉬 메이드 뎀 두 잇 (2013년)
- 옵세션  (2011년)
- 아트 오브 워 2 (2008년)
- 그녀가 외출하는 동안 (2008년)
- 크리스마스 인 원더랜드 (2007년)
- Augusta, Gone (2006)
- 딥 이블 (2004년)
- 사이팅스 - 하트랜드 고스트 (2002년)
- 스노우 퀸 (2002년)
- 워치타워 (2001년)
- 롤라 (2001, Lola)
- 헬레이저 6 (2001년)
- 안드로메다 (2000년)
- 네고시에이터 2 (2000년)
- 오퍼레이터 (2000년)
- 디아블로 (1999년) - T.K. 월리스 역
- 제3의 제국 (1999년)
- 콜드 스쿼드 (1998년) - 다이안 암스트롱 역
- 보이지 오브 테러 (1998년)
- 데드 화이어 (1997년)
- 엑사일 (1993년)
- 발렌타인 (1992년)
- 나이트 무브 (1992년)
- 엑스트로 2 (1990년)
- 댄스 브레이킹 (1985년)
- 하쉬 렐름